# Du Mali au Mississippi
Série The Blues
The Soul of a Man
(2003)
Pour plus de détails, voir Fiche technique et Distribution.
Du Mali au Mississippi (Feel Like Going Home) est un film documentaire américain réalisé par Martin Scorsese, diffusé pour la première fois en 2003 sur la chaine américaine PBS. Il sort ensuite au cinéma dans certains pays.
C'est le premier épisode de la série The Blues (The Blues, A Musical Journey), produite par Martin Scorsese.

## Synopsis
En suivant le voyage de Corey Harris au Mississippi et en Afrique de l'Ouest, le film présente les origines du blues dans le delta du grand fleuve américain, et sa parenté avec les musiques traditionnelles du Mali et du Niger.

## Fiche technique
Sauf indication contraire, les informations mentionnées dans cette section peuvent être confirmées par la base de données cinématographiques IMDb,  présente dans la section « Liens externes ».
- Titre français : Du Mali au Mississippi
- Titre original : Feel Like Going Home
- Réalisation : Martin Scorsese
- Scénario : Peter Guralnick
- Photographie : Arthur Jafa
- Montage : David Tedeschi
- Production : Sam Pollard et Martin Scorsese
- Sociétés de production : Martin Scorsese Presents, BBC, Cappa Productions
- Distribution : BAC Films (France)
- Pays d'origine :  États-Unis
- Format : Couleurs
- Genre : documentaire musical
- Durée : 110 minutes
- Date de sortie :

États-Unis : 28 septembre 2003 (1re diffusion sur PBS)
France : 24 mars 2004

## Distribution
- Ali Farka Touré
- Corey Harris
- Dick Waterman
- Habib Koité
- John Lee Hooker[1]
- Johnny Shines[1]
- Keb'Mo'
- Martin Scorsese
- Lead Belly[1]
- Muddy Waters[1]
- Othar Turner
- Salif Keita
- Sam Carr
- Son House[1]
- Taj Mahal
- Toumani Diabaté

## Accueil
Le protagoniste Correy Harris prête une touche académique au film. De manière classique, le musicien rend hommage au blues et à ses jam sessions enflammées. Le film demeure cependant un montage d'entretiens et de réflexions diverses, rendant la patte du réalisateur hors-pair quasi impalpable.